# Нератовице
Нератовице (чеш. Neratovice, нем. Neratowitz) — город в Чехии, в районе Мельник, Среднечешского края. Промышленный центр.

## География
Нератовице находится примерно в 17 км к северу от Праги. Город расположен на плоской местности Центрального Эльбского нагорья. Самая высокая точка находится на высоте 284 м над уровнем моря. Через город протекает река Эльба. Также в городе расположен затопленный песчаниковый карьер Млекожеды.

## История

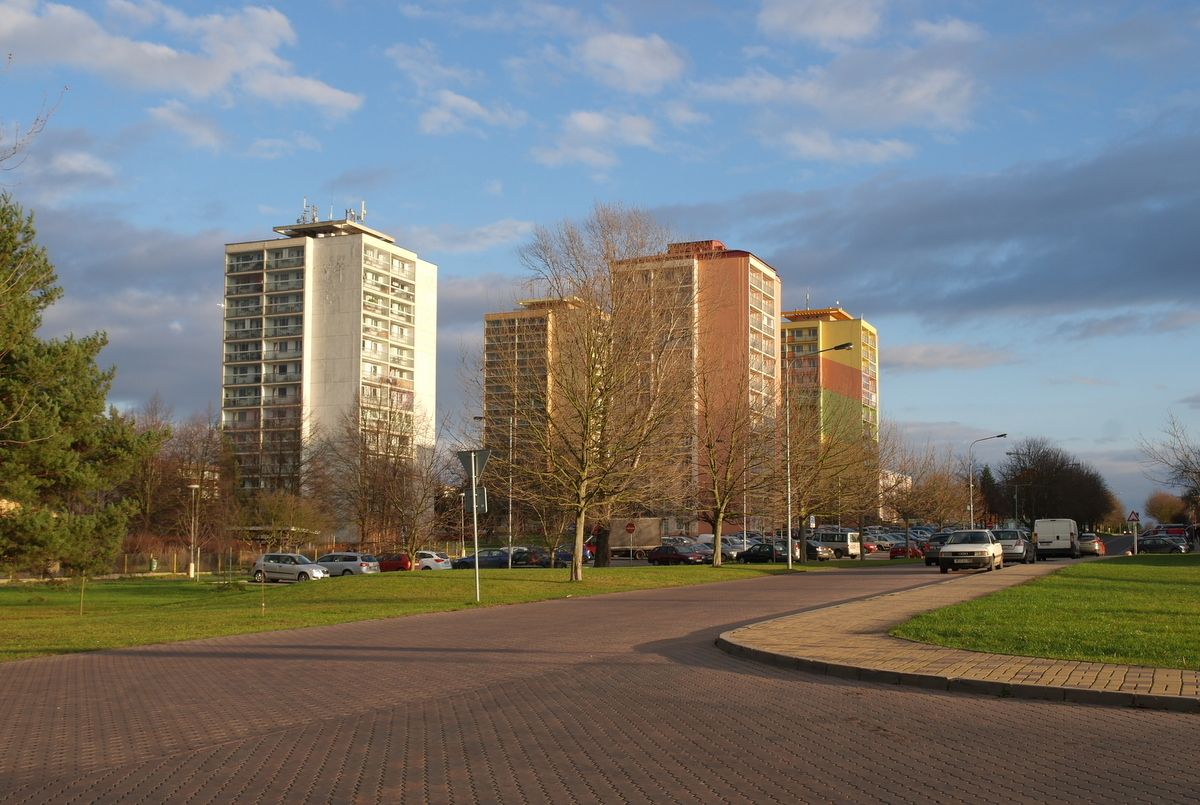
Улица Эдуарда Бенеша

Первое письменное упоминание о Нератовице относится к 1227 году, когда он был известен как Нерадице. В то время это была крепостная деревня капитулы Святого Венцеслава на Пражском Граде и монастыря Святого Георгия в Праге. Во второй половине XIV века она стала собственностью архиепархии Праги. В начале XV века Нератовице была куплена семьей Лобковицев и оставалась их собственностью большую часть следующих столетий.
Благодаря промышленной революции, Нератовице значительно развился во второй половине XIX века. В 1865 году первый поезд проехал через деревню вдоль линии Турнов-Кралупи-над-Влтавоу. В 1872 году была построена линия из Праги и железнодорожная станция. В 1874 году в Нератовице было открыто почтовое отделение. В 1880 году Нератовице отделилась от Лобковиц и стала самостоятельным муниципалитетом. В 1898 году была запущена железнодорожная линия в Брандис-над-Лабем. В 1900 году была основана фабрика по производству нефти, дегтя, мыла и свечей (позже известная как Lachema). В 1905 году была основана химическая фабрика, специализирующаяся на производстве аммиака (позже известная как Spolana). Были построены виллы, и Нератовице стала рекреационной зоной, особенно для жителей Праги.
До 1918 года Нератовице была частью австрийской монархии (со стороны Австрии после компромисса 1867 года), в районе Каролиненталь (Карлин), одном из 94 Бейзиркшафтманншафтен в Богемии.
В 1950 году было создано независимое государственное предприятие Spolana Neratovice. В 1957 году Нератовице официально стала городом.

## Население
| Год  | Численность | Численность |
| ---- | ----------- | ----------- |
| 1869 | 1517        | [ 8 ]       |
| 1880 | 1789        | [ 8 ]       |
| 1890 | 1974        | [ 8 ]       |
| 1900 | 2205        | [ 8 ]       |
| 1910 | 2698        | [ 8 ]       |
| 1921 | 2880        | [ 8 ]       |
| 1930 | 4183        | [ 8 ]       |
| 1950 | 5267        | [ 8 ]       |
| 1961 | 9719        | [ 2 ]       |
| 1970 | 8982        | [ 8 ]       |
| 1980 | 15 025      | [ 8 ]       |
| 1991 | 15 685      | [ 2 ]       |
| 2001 | 16 318      | [ 2 ]       |
| 2011 | 16 426      | [ 2 ]       |
| 2014 | 16 254      | [ 9 ]       |
| 2016 | 16 234      | [ 10 ]      |
| 2017 | 16 267      | [ 11 ]      |
| 2018 | 16 180      | [ 12 ]      |
| 2019 | 16 163      | [ 13 ]      |
| 2020 | 16 191      | [ 14 ]      |
| 2021 | 16 138      | [ 15 ]      |
| 2022 | 15 831      | [ 16 ]      |
| 2023 | 16 220      | [ 17 ]      |
| 2024 | 16 217      | [ 18 ]      |
| 2025 | 16 360      | [ 4 ]       |

## Города-побратимы

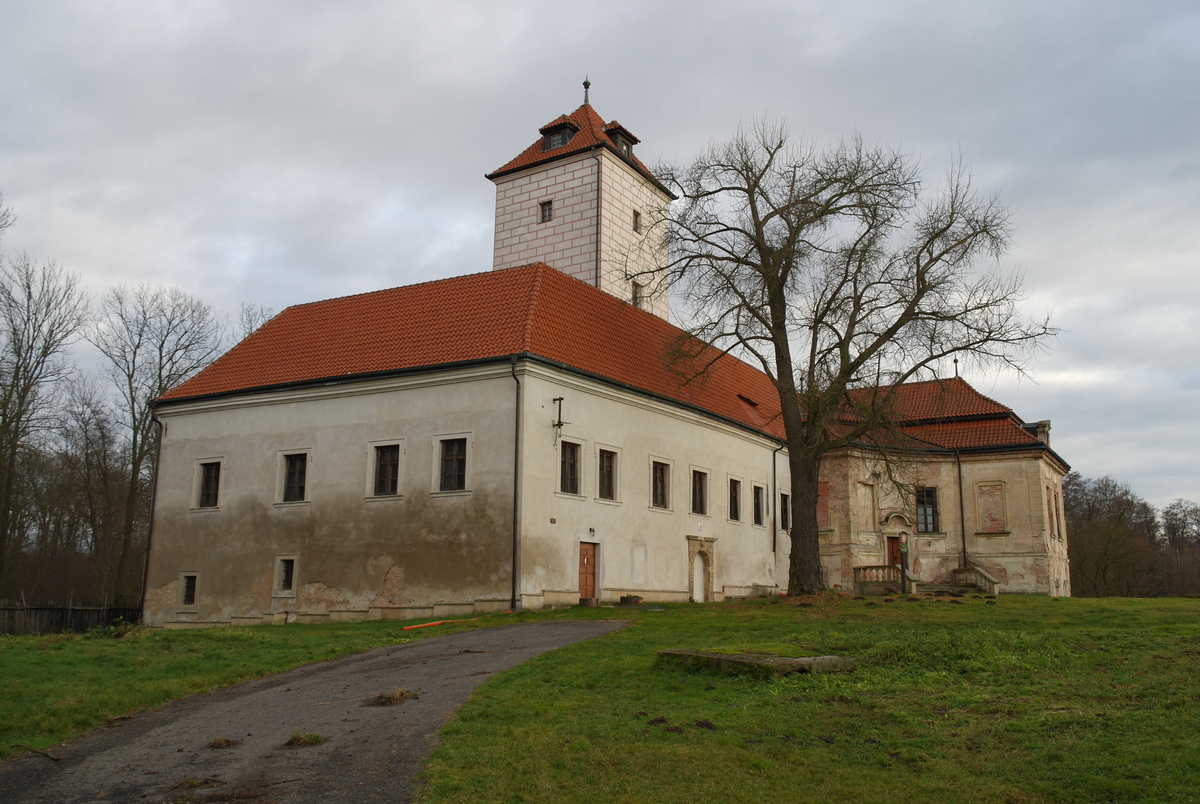

- Радеберг, Германия